# Cerasinops
A Cerasinops (nevének jelentése 'kisebb szarvarcú') a ceratopsia dinoszauruszok egyik kisméretű neme volt, amely a késő kréta kor campaniai korszaka idején élt. Fosszíliáit a Two Medicine-formációban, Montanában fedezték fel.
A Cerasinops nevét és leírását Brenda Chinnery és Jack Horner alkotta meg 2007-ben, egy majdnem 80%-ban teljes példány (az MOR 300 katalógusszámú lelet) alapján. A Cerasinops a Ceratopsia alrendághoz, a papagájszerű csőrrel rendelkező dinoszauruszok csoportjához tartozik, melynek tagjai Észak-Amerika és Ázsia területén éltek a kréta időszakban. A csoporton belül a bazális Neoceratopsia kládba tartozik, a leírása azonban változó; egy alkalommal a Leptoceratopsidae családhoz kapcsolták, máskor pedig a Leptoceratopsidae testvértaxonjaként vagy általánosságban neoceratopsiaként helyezték el.
A Cerasinops nem típusfaja a C. hodgskissi.

## Fordítás
- Ez a szócikk részben vagy egészben a Cerasinops című angol Wikipédia-szócikk ezen változatának fordításán alapul.  Az eredeti cikk szerkesztőit annak laptörténete sorolja fel. Ez a jelzés csupán a megfogalmazás eredetét és a szerzői jogokat jelzi, nem szolgál a cikkben szereplő információk forrásmegjelöléseként.